# Walter Chalá
Walter Leodán Chalá Vázquez (Ibarra, 24 febbraio 1992) è un calciatore ecuadoriano, attaccante dell'Oriente Petrolero.

## Palmarès

### Club

#### Competizioni internazionali
- Coppa Sudamericana: 1

LDU Quito: 2023